# Madhuca neriifolia
Espèce
Statut de conservation UICN

 LC  : Préoccupation mineure
Classification phylogénétique
Madhuca neriifolia est une espèce de plantes à fleurs de la famille des Sapotaceae. C'est un arbre originaire du Sri Lanka.

## Répartition
Endémique aux forêts du sud-ouest du Sri Lanka, cette espèce est connue sur quatre localités du district de Kalutara et celui du de Ratnapura.

## Conservation
C'est une espèce menacée par la destruction de l'habitat.